# Charles Dameron
Charles Haywood Dameron (* 11. November 1914 in New Roads, Pointe Coupee Parish, Louisiana; † 9. Januar 2002 in Port Allen, West Baton Rouge Parish, Louisiana) war ein US-amerikanischer Jurist und Offizier der U.S. Army. Als solcher war an der Aufklärung von Verbrechen der Nationalsozialisten beteiligt.

## Leben
Charles Dameron entstammte einer angesehenen Juristenfamilie; einer seiner Vorfahren war William Claiborne, erster Gouverneur von Louisiana.
Von 1934 bis 1938 studierte Dameron Rechtswissenschaft an der Law School der Louisiana State University. Danach war er als Anwalt tätig. Bereits vor Kriegseintritt der USA in den Zweiten Weltkrieg meldete sich Dameron freiwillig als Leutnant der Reserve 1940 zur U.S. Army. Während des Krieges diente er zuerst als führender Armeejurist mit Polizeiaufgaben in Camp Polk. 1944 wurde er General George S. Pattons 3. Armee in Europa zugeteilt und mit der Aufklärung von Kriegsverbrechen betraut. 
Am 31. Mai 1945 übernahm Dameron die Leitung des War Crimes Investigation Team No. 6824 mit Hauptquartier in Regensburg. Diese Einheit war der War Crimes Group in Wiesbaden unterstellt. Zu den Aufgaben seines Teams gehörten die Untersuchungen von Kriegsverbrechen wie Fliegermorden und Verbrechen in den KZ Buchenwald sowie KZ Dachau im Rahmen des War Crimes Program. Hierbei war das Team ab Mitte Mai bis Juli 1945 im Linzer Raum tätig, um Geheimdienstberichten, dass im Schloss Hartheim Verbrechen begangen wurden, nachzugehen. 
Dameron gelang innerhalb kurzer Zeit eine weitgehende Aufklärung der unter den Decknamen Aktion T4 und Aktion 14f13 bekannt gewordenen Euthanasie-Verbrechen in der NS-Tötungsanstalt Hartheim. Die Ergebnisse wurden im so genannten Dameron Report zusammengefasst. Der wichtigste Fund während der Untersuchungen waren dabei die bürokratischen Berechnungen zu den Euthanasie-Morden, welche unter dem Begriff Hartheimer Statistik in die Forschung eingegangen sind. Des Weiteren gehörten Teile der Korrespondenz des medizinischen Leiters der T4, Paul Nitsche, zu den Funden. Letztere waren als Beweismittel ein Teil der Anklage im Nürnberger Ärzteprozess.
Anfang 1946 kehrte Dameron unter Beförderung zum Lieutenant Colonel nach Louisiana zurück und war bis zu seiner Pensionierung als Anwalt und Staatsanwalt in Baton Rouge tätig.
Charles Dameron heiratete am 1. April 1943 Mary Nichols aus DeRidder. Die Ehe blieb kinderlos.